# Charles Napier Kennedy

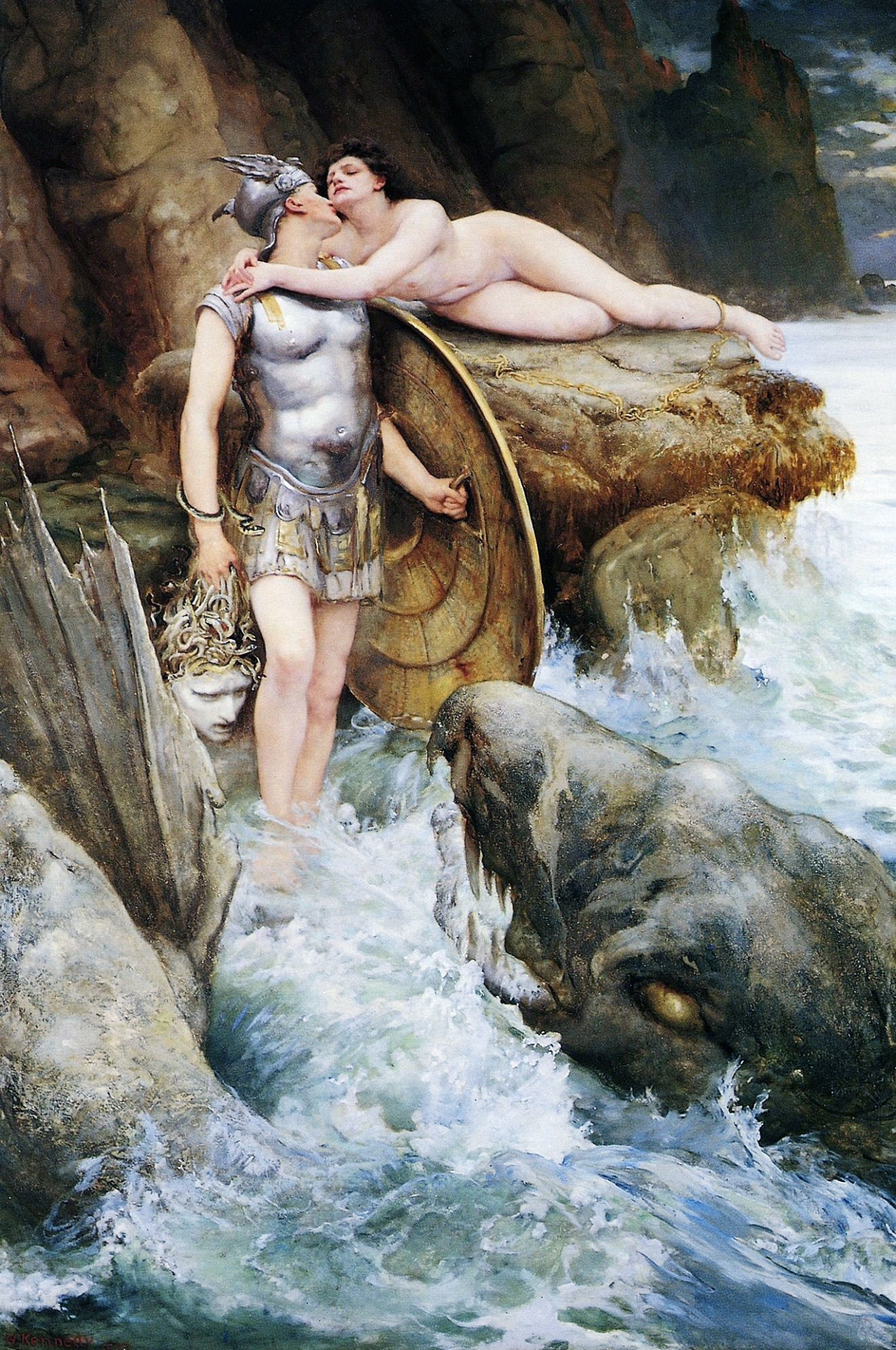
Perseo e Andromeda, 1890

Charles Napier Kennedy (Londra, 1852 – St Ives, 17 gennaio 1898) è stato un pittore britannico.

## Biografia
Charles Napier Kennedy nacque a Londra nel febbraio del 1852 ed era figlio del colonnello John Pitt Kennedy, l'ispettore generale del comitato nazionale in Irlanda.
Egli studiò nella Slade School e divenne noto per i suoi dipinti a soggetto mitologico. Dal 1872 al 1894, Kennedy espose le proprie opere all'accademia reale d'arte del Regno Unito (Royal Academy of Arts). Venne eletto membro dell'istituto reale dei pittori a olio (Royal Institute of Oil Painters) nel 1883 e divenne un associato dell'accademia reale ibernica (Royal Hibernian Academy) nel 1896, dieci anni dopo avervi cominciato ad esporre delle tele.
Anche sua moglie Lucy (da nubile Marwood) fu un'artista, autrice di soggetti a tema domestico che espose a Londra. Kennedy morì a St Ives, in Cornovaglia, nel 1898, all'età di 46 anni.